# Azygophleps
Azygophleps is een geslacht van vlinders uit de familie van deHoutboorders (Cossidae), uit de onderfamilie van de Zeuzerinae. De wetenschappelijke naam en de beschrijving van dit geslacht werden voor het eerst in 1893 gepubliceerd door George Francis Hampson.

## Soorten
- Azygophleps aburae (Plötz, 1880)
- Azygophleps adamsonae Yakovlev & László, 2020
- Azygophleps afghanistanensis (Daniel, 1964)
- Azygophleps albofasciata (Moore, 1879)
- Azygophleps albovittata Bethune-Baker, 1908
- Azygophleps asylas (Cramer, 1777)
- Azygophleps asylasiformis Mey, 2016
- Azygophleps atrifasciata Hampson, 1910
- Azygophleps attenboroughi Yakovlev, Müller & Kravchenko, 2020
- Azygophleps canadensis (Herrich-Schäffer, 1854)
- Azygophleps confucianus Yakovlev, 2006
- Azygophleps cooksoni Pinhey, 1968
- Azygophleps ganzelkozikmundi Yakovlev, 2009
- Azygophleps inclusa (Walker, 1856)
- Azygophleps junkeri Yakovlev & Witt, 2017
- Azygophleps kovtunovitchi Yakovlev, 2011
- Azygophleps larseni Yakovlev, 2011
- Azygophleps legraini Yakovlev & Saldaitis, 2011
- Azygophleps leopardina Distant, 1902
- Azygophleps lequeuxi Yakovlev & Hulsbosch, 2024
- Azygophleps lilyae Yakovlev, 2011
- Azygophleps liturata (Aurivillius, 1879)
- Azygophleps melanonephele Hampson, 1910
- Azygophleps nubilosa Hampson, 1910
- Azygophleps otello Hampson, 1910
- Azygophleps pallens (Herrich-Schäffer, 1854)
- Azygophleps pinheyi Yakovlev & László, 2020
- Azygophleps pusilla (Walker, 1856)
- Azygophleps regia (Staudinger, 1892)
- Azygophleps scalaris (Fabricius, 1775)
- Azygophleps sheikh Yakovlev & Saldaitis, 2011
- Azygophleps snizeki Yakovlev & Witt, 2017
- Azygophleps sponda (Wallengren, 1875)
- Azygophleps thoracostrigalis Mey, 2019
- Azygophleps wahlbergi Yakovlev & Witt, 2017